# Class of Heroes
Class of Heroes (剣と魔法と学園モノ。, Ken to Mahō to Gakuenmono) é um role-playing dungeon crawl para o PlayStation Portable desenvolvido pela Acquire e lançado pela Atlus. O jogo foi lançado em 9 de junho de 2009 pela Atlus. No jogo, os jogadores progridem navegando por dungeons enquanto hordas de inimigos surgem e atacam em combates em turnos. Class of Heroes recebeu várias análises de críticos, com alguns apreciando o estilo criativo d dungeon-crawling e outros desgostando dos gráficos do jogo e sistema de níveis baseados em grind(estratégias repetitivas).